# Falò di inizio anno

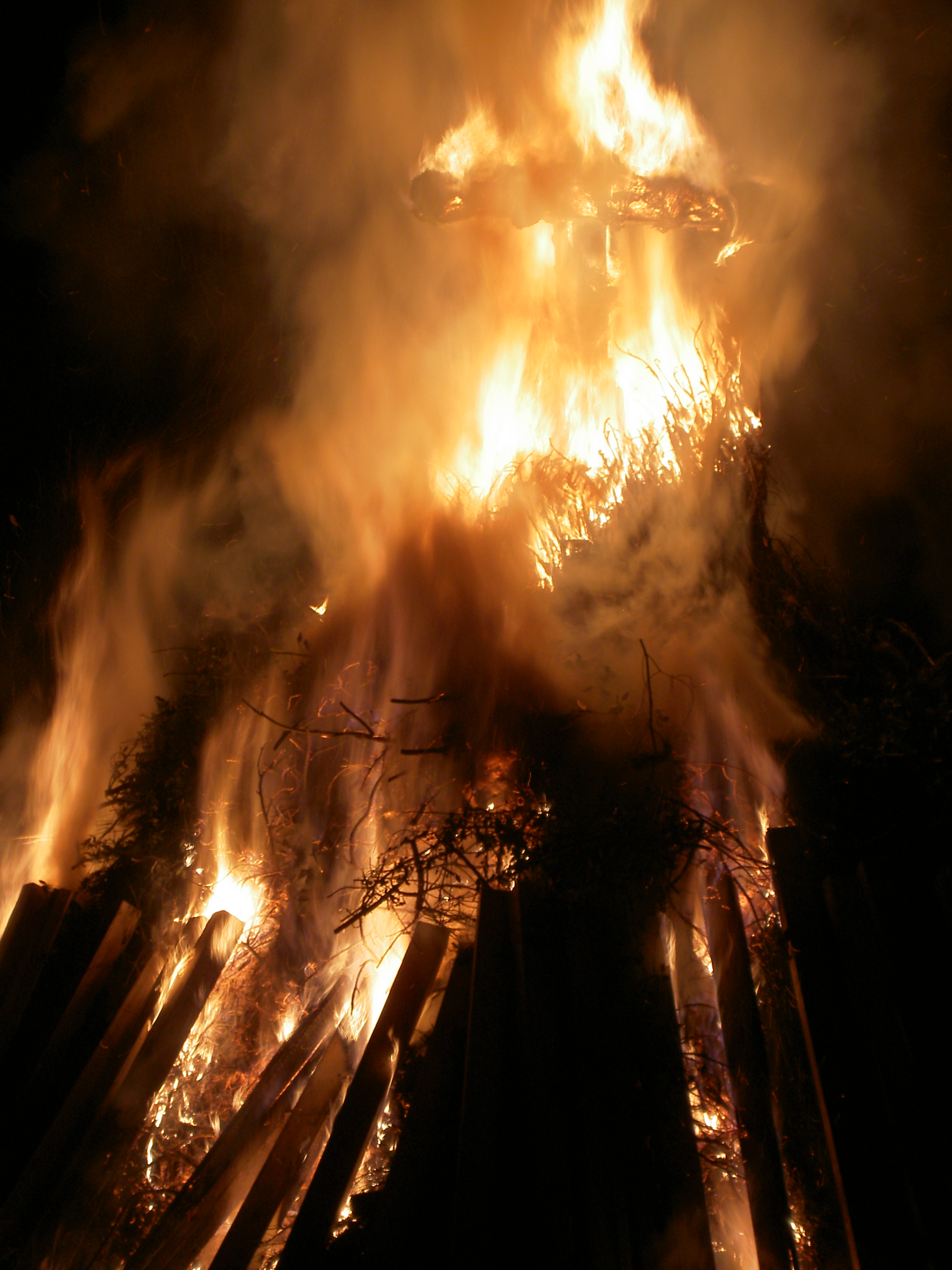
Casera che brucia.

I falò di inizio anno sono una tradizione popolare dell'Italia nord-orientale e dell’Emilia occidentale consistente nel bruciare delle grandi cataste di legno e frasche nei primi giorni di gennaio (solitamente la vigilia dell'Epifania). Data la sua larga diffusione, ne esistono moltissime versioni e denominazioni: in Friuli è chiamato in diversi modi: pignarûl (Friuli Centrale), cabosse (nella bassa Friulana), seima in Bisiacaria, falop, foghere/foghera/fogoron oppure caséra nelle zone vicino al Tagliamento del Friuli Centrale e Occidentale. Nella parte che confina con il Veneto e nelle provincie venete di Treviso e Venezia panevìn o panaìn (da pan e vin "pane e vino", in segno di augurio per un anno di abbondanza), ma anche panèra, capàn, pìroła-pàroła, vècia ("vecchia": le pire possono assumere la forma di un fantoccio), fogherada e bubarata (Padova), nel Veronese e nel Polesine briolo, buriolo, brugnèlo, brujèo, bruja e simili, così come a Mantova è il burièl. In provincia di Parma e Reggio Emilia è chiamata Fasagna.
Nelle zone di Bologna e Modena vi è l'usanza di bruciare un fantoccio raffigurante un vecchio (falò del vecchione, vciån in bolognese), come sul Lago Maggiore, dove è chiamata se brüsa ul vécc.

## Origini e tradizioni

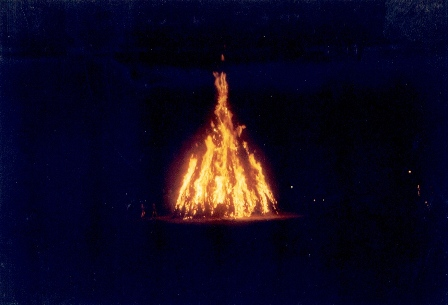
Panorama della Casera.

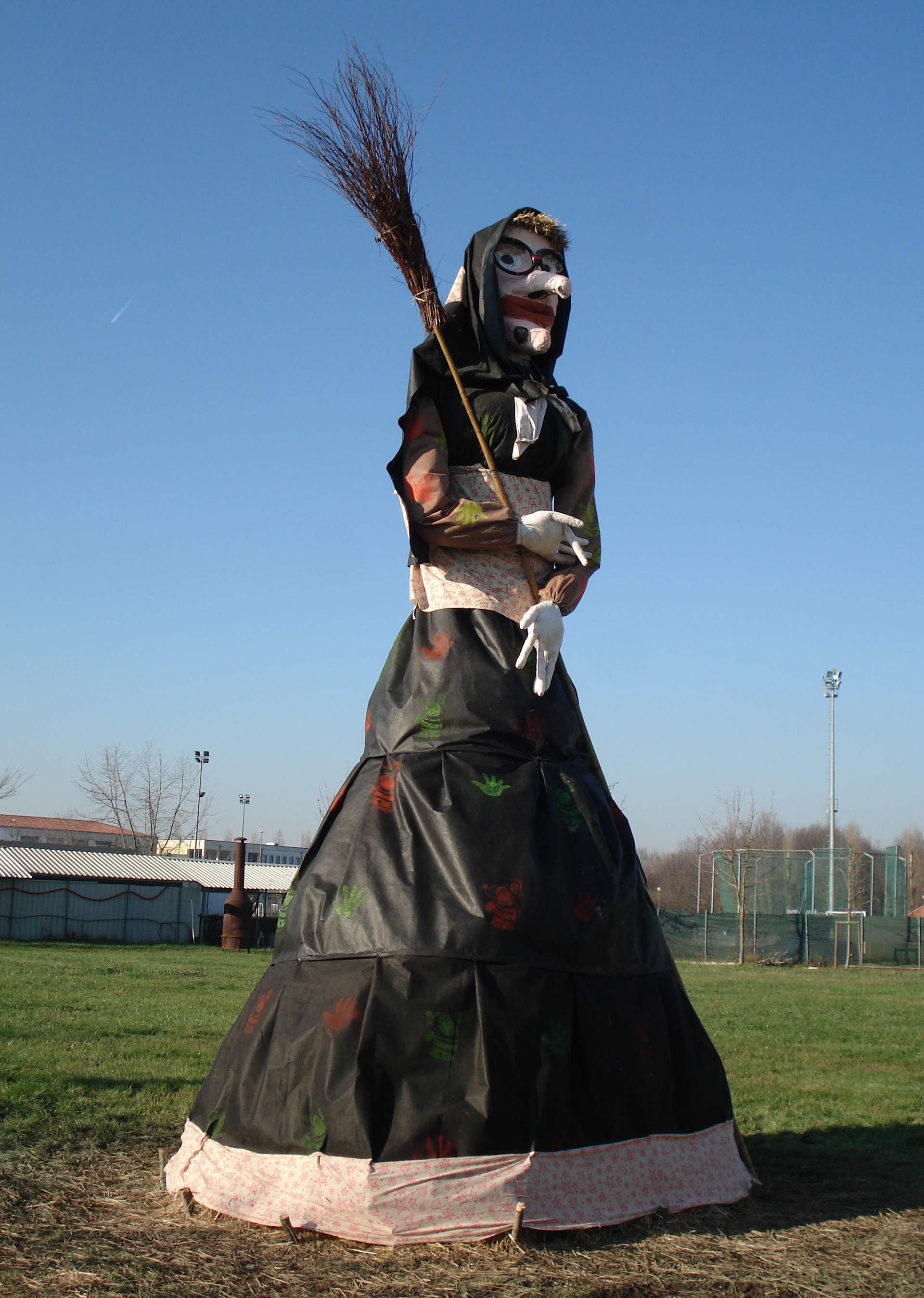
Pira raffigurante la "vecia".

È un'usanza che si svolge nella vigilia dell'Epifania. Il rogo è talvolta benedetto dal parroco e lo scoppiettare dell'acqua santa nel fuoco viene identificato con il demonio infuriato che fugge. 
La direzione del fumo e delle faville (talvolta alzate di proposito dai contadini usando una forca) viene letta come presagio per il futuro. Si notino i seguenti detti popolari:
(Basso Trevigiano)
(Veneto Orientale)
(Friuli)
(Emilia occidentale)
Un'altra credenza ritiene che la caduta della croce o del palo che sostiene le pire possa portare male. In alcune zone esso doveva restare in piedi per almeno otto giorni.
Il rito dei fuochi è anche un momento in cui la comunità si raccoglie per stare in compagnia. Viene accompagnato dalla degustazione di vin brulé e di pinza, focaccia tipica di questa festa e cotta talvolta tramite gli stessi roghi. Attualmente, per l'occasione possono venire organizzati spettacoli pirotecnici.

## Tradizioni analoghe
In Romagna, nella sera prima di san Giuseppe, il 18 marzo, ovvero alla vigilia dell'anno romano, si usa bruciare la Fogheraccia. Sempre in onore a san Giuseppe, si brucia una grande catasta ad Itri, mentre a Torre Le Nocelle in onore a san Ciriaco, il 15 marzo.
Nelle province lombarde di Como, Lecco, Monza, Milano e Varese si pratica il rito della Giubiana/Giobia, in cui nel mese di gennaio si brucia in un grande rogo un fantoccio rappresentante una donna.